# Pireneitega luctuosa
Pireneitega luctuosa is een spinnensoort in de taxonomische indeling van de nachtkaardespinnen (Amaurobiidae).
Het dier behoort tot het geslacht Pireneitega. De wetenschappelijke naam van de soort werd voor het eerst geldig gepubliceerd in 1878 door Ludwig Carl Christian Koch.